# 斯托尼希爾 (牙買加)
斯托尼希爾是牙買加的城鎮，位於該國東南部，毗鄰首都金斯敦，由聖安德魯區負責管轄，海拔高度300至500米，該鎮設有少年還押中心，2010年人口8,361。
18°04′44″N 76°46′59″W / 18.079°N 76.783°W